# Ернст Фридрих II (Саксония-Хилдбургхаузен)
Ернст Фридрих II фон Саксония-Хилдбургхаузен (на немски: Ernst Friedrich II; * 17 декември 1707, Хилдбургхаузен; † 13 август 1745, Хилдбургхаузен) от линията Ернестини на род Ветини, е от 1724 до 1745 г. херцог на Саксония-Хилдбургхаузен.

## Живот
Син е на херцог Ернст Фридрих I фон Саксония-Хилдбургхаузен (1681 – 1724) и съпругата му графиня София Албертина фон Ербах-Ербах (1683 – 1742), дъщеря на граф Георг Лудвиг I фон Ербах-Ербах (1643 – 1693).
Ернст Фридрих е обучаван в Йена, Женева и Утрехт и през 1722 г. предприема с брат Лудвиг Фридрих (1710 – 1759) пътуване до Франция, където присъства на празненствата за коронизацията на крал Луи XV.
При смъртта на баща той е още непълнолетен и майка му поема главното опекунство от 1724 до 1728 г. Ернст Фридрих поема управлението на много задълженото финансово херцогство през 1728 г. От липса на пари той трябва да затвори през 1729 г. Gymnasium illustre, основана през 1715 г. от херцог Ернст. През 1715 г. по молба на майка му той дава на евреите защитно писмо. През 1732 г. той разрешава на бежанци от Залцбургските ексуланти да се заселят в страната.
При неговото пътуване до Виена в двора на кайзер Карл VI чрез роднината му Йозеф Фридрих той става през 1733 г. кайзерски обрист-фелдвахтмайстор. През 1743 г. той е генерал-лейтенант. Кайзер Карл VII го издига след това на генерал-фелдцойгмайстор.

## Фамилия
Ернст Фридрих II се жени на 10 юни 1726 г. за графиня Каролина фон Ербах-Фюрстенау (* 29 септември 1700; † 7 май 1758), дъщеря на граф Филип Карл фон Ербах-Фюрстенау (1677 – 1736). Те имат децата:
- Ернст Фридрих III (1727 – 1780), херцог на Саксония-Хилдбургхаузен
- Албрехт (1728 – 1735)
- Фридрих Вилхелм Ойген (1730 – 1795)
- София Амалия Каролина (1732 – 1799)

∞ 1749 княз княз Лудвиг Фридрих Карл I фон Хоенлое-Нойенщайн-Йоринген (1723 – 1805)